# Praia de Tairu
A Praia de Tairu é umas das praias da ilha e município de Vera Cruz. Está a mais ou menos 22 km de distância de Bom Despacho. Fica depois de Barra Grande e antes de Aratuba. Parte dos trabalhadores têm a pesca como meio de subsistência. Apresenta um comércio divesificado, com mercados, bares, restaurantes e lan houses.